# Downingia yina
Downingia yina là loài thực vật có hoa trong họ Hoa chuông. Loài này được Applegate mô tả khoa học đầu tiên năm 1929.